# Martín Antonio Delrío
Martín Antonio Delrío (dit aussi del Río ou Del Rio) né le 17 mai 1551 à Anvers (Belgique) et décédé le 19 octobre 1608 à Louvain était un prêtre jésuite des Pays-Bas, juriste, philologue et exégète de renom.

## Biographie
Né de parents espagnols, Antonio del Rio et Eleonora López de Villanueva, il est le neveu de Louis del Rio qui fut un des deux principaux juges du Conseil des troubles. Il étudia d'abord à Lierre puis dans les universités de Paris, Douai, Louvain et Salamanque où il obtient un doctorat en 1574.
Il remplit d'abord de hautes fonctions publiques, fut membre du conseil du Brabant puis vice-chancelier; mais dégoûté des affaires par les guerres civiles, il entra au noviciat des jésuites à Valladolid, en Castille le 9 mai 1580. Il fut ordonné prêtre à Louvain en 1589. Il enseigna l'Écriture sainte à Salamanque, à Douai, à Liège et à Louvain.

## Œuvres
Il a donné des notes estimées sur Solin, Claudien et Sénèque en 1574. Il est surtout connu par ses Disquisitiones magicae en six volumes (investigations sur la magie) publiées en 1599, dont André Duchesne rédigea un abrégé en français en 1611 sous le titre de Controverses et recherches magiques. Cet ouvrage de nombreuses fois réédité influença les procès en sorcellerie, avec toutefois moins d'impact que le Malleus Maleficarum publié en 1486 par Heinrich Kramer et Jacques Sprenger. Il y demande de se montrer sans pitié envers ceux qui sont accusés de sorcellerie, même les enfants, et met en garde les juges eux-mêmes, car toute clémence de leur part serait péché mortel.
Alors qu'il enseignait à Louvain, il eut parmi ses élèves, Jean-Baptiste Van Helmont qui finit par se détourner de son maître pour se jeter dans le mysticisme et l'alchimie.

## Publication

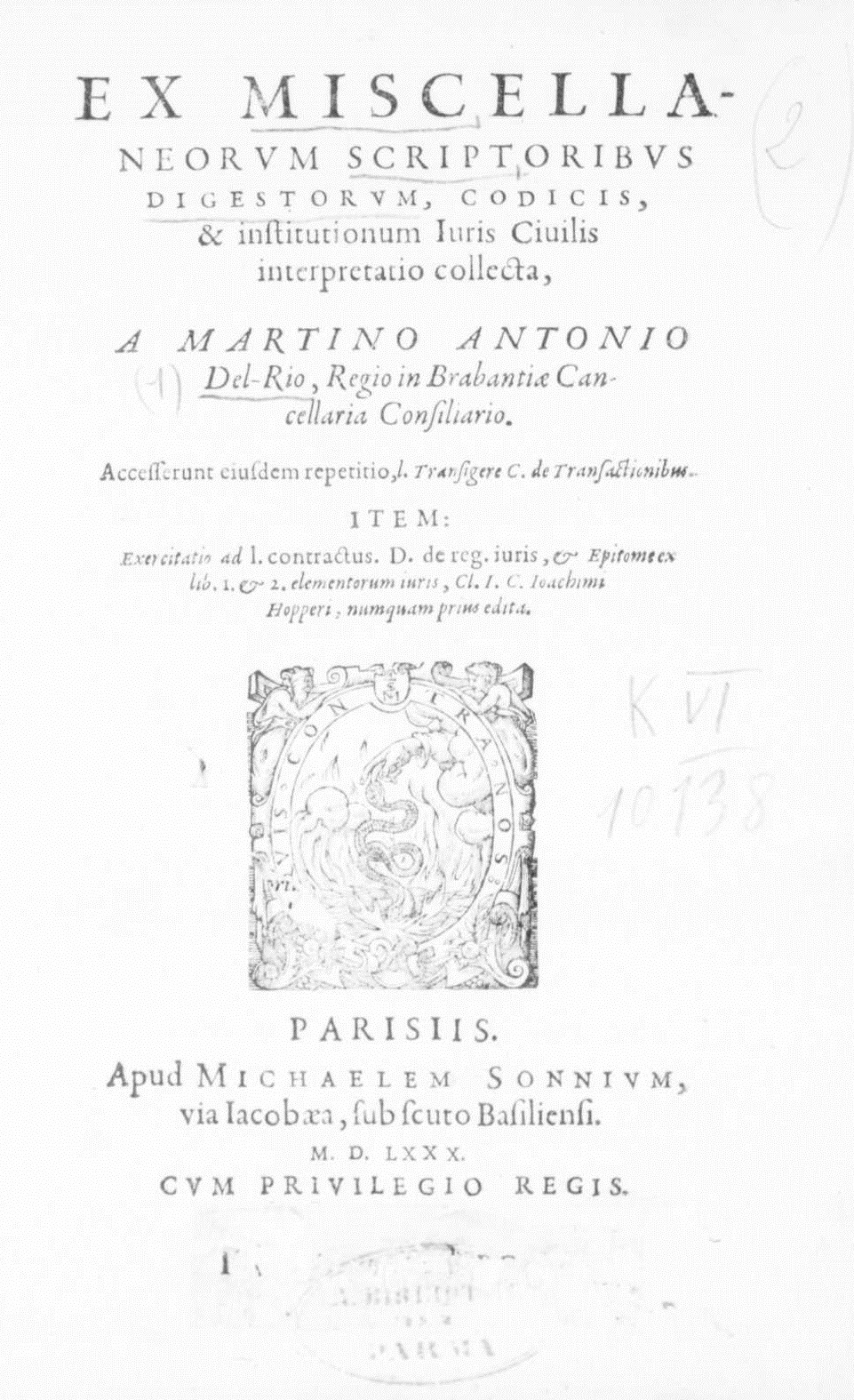
Ex miscellaneorum scriptoribus digestorum, codicis et institutionum iuris civilis interpretatio, 1580

- Gaio Giulio Solino, Polyhistor a Martino-Antonio Delrio emendatus, Antuerpiae, ex officina Christophori Plantini Architypographi Regii, 1572 (lire en ligne)
- Martin Delrio, In Senecae Tragoedias decem commentarii Martini Ant. Del Rio, Antuerpiae, ex officina Christophori Plantini Architypographi Regii, 1576 (lire en ligne)
- (la) Martin Antonio Del Rio, Ex miscellaneorum scriptoribus digestorum, codicis et institutionum iuris civilis interpretatio, Paris, Michel Sonnius, 1580 (lire en ligne)
- Martin Delrio, Martini Antonii Delrii ex Societate Iesu Syntagma tragoediae latinae: in tres partes distinctum, Antuerpiae, ex officina Plantiniana, apud Viduam, & Ioannem Moretum, 1593 (lire en ligne)
- Martin Delrio, Ad Cl. Claudiani V. C. Opera Martini Antonii Del-Rio Notae, Antuerpiae, ex Officina Plantiniana, 1596 (lire en ligne)
- (la) Martino Del Rio, Disquisitionum magicarum, vol. 6, Louvain, G. Rivius, 1599 (lire en ligne)

## Source
Cet article comprend des extraits du Dictionnaire Bouillet. Il est possible de supprimer cette indication, si le texte reflète le savoir actuel sur ce thème, si les sources sont citées, s'il satisfait aux exigences linguistiques actuelles et s'il ne contient pas de propos qui vont à l'encontre des règles de neutralité de Wikipédia.